# Yonguina
Yonguina är en ort i Mexiko.   Den ligger i kommunen Santa María Tonameca och delstaten Oaxaca, i den sydöstra delen av landet, 500 km sydost om huvudstaden Mexico City. Yonguina ligger 505 meter över havet och antalet invånare är 117.
Terrängen runt Yonguina är lite bergig, och sluttar söderut. Runt Yonguina är det ganska glesbefolkat, med 40 invånare per kvadratkilometer. Närmaste större samhälle är San Agustín Loxicha, 17,8 km nordost om Yonguina. Omgivningarna runt Yonguina är en mosaik av jordbruksmark och naturlig växtlighet.